# Golice (województwo lubuskie)
Golice (niem. Gohlitz) – wieś sołecka w Polsce, położona w województwie lubuskim, w powiecie słubickim, w gminie Słubice.
Wieś położona jest przy drodze krajowej nr 31 Słubice – Szczecin.
Od 1873 do 1945 roku wieś wchodziła w skład powiatu Weststernberg.
W latach 1954–1957 wieś należała i była siedzibą władz gromady Golice, po jej zniesieniu w gromadzie Górzyca. W latach 1975–1998 miejscowość administracyjnie należała do województwa gorzowskiego.
Działały tu Rolnicza Spółdzielnia Produkcyjna „Nowa Wieś” w Golicach oraz państwowe gospodarstwo rolne – Obiekt w Golicach należący do Zakładu Rolnego w Pamięcinie, wchodzącego w skład Lubuskiego Kombinatu Rolnego w Rzepinie. Po likwidacji PGR-u RSP przejęła Obiekt w Golicach i do dziś kontynuuje działalność zatrudniając ponad 70 osób.
Dawniej we wsi istniał piłkarski Klub Sportowy „Zryw” Golice.

## Zabytki
Do wojewódzkiego rejestru zabytków wpisany jest:
- kościół filialny pod wezwaniem Podwyższenia Krzyża Świętego, późnogotycki z XV wieku

inne zabytki:
- cmentarz z XVIII w.
- domy mieszkalne nr. 16, 19, 23 z XIX wieku